# Super ShowDown (2018)
WWE Super Show-Down foi um evento de luta livre profissional produzido pela WWE e transmitido pelo WWE Network, em formato pay-per-view, que ocorreu em 6 de outubro de 2018 no Melbourne Cricket Ground em Melbourne, Austrália e contou com a participação dos lutadores dos programas Raw e SmackDown.
Dez lutas foram contestadas no evento. No evento principal, Triple H derrotou The Undertaker em uma luta sem desqualificações que foi chamada de "Last Time Ever". No penúltimo combate, Daniel Bryan derrotou The Miz para ganhar uma luta pelo Campeonato da WWE. Em outras lutas proeminentes, The Shield derrotou Braun Strowman, Dolph Ziggler e Drew McIntyre, AJ Styles derrotou Samoa Joe por submissão em uma luta sem contagens, sem desqualificações para reter o Campeonato da WWE e Buddy Murphy derrotou Cedric Alexander para conquistar o Campeonato dos Pesos-Médios da WWE.

## Antes do evento
Super Show-Down teve combates de luta profissional de diferentes lutadores com rivalidades e histórias pré-determinadas, que se desenvolveram no Raw e SmackDown Live — programas de televisão da WWE. Os lutadores interpretaram um vilão ou um mocinho seguindo uma série de eventos para gerar tensão, culminando em várias lutas.
Em 16 de junho de 2018, uma luta entre The Undertaker e Triple H foi marcada. No episódio do Raw em 20 de agosto, Triple H falou sobre como ele relutantemente aceitou a revanche como o último combate entre os dois no WrestleMania XXVIII (uma luta Hell in a Cell com Shawn Michaels como árbitro convidado) foi anunciado como o "fim de uma Era". Triple H adicionou que o slogan deste combate seria "Last Time Ever".
No SummerSlam, The Miz derrotou Daniel Bryan depois de o atingir com um soco-inglês que sua esposa, Maryse, havia lhe dado. No SmackDown seguinte, Miz e Maryse zombaram do discurso de aposentadoria de Bryan de dois anos antes. Bryan e sua esposa Brie Bella apareceram e os confrontaram. Bryan chamou Miz de covarde por ter que trapacear para vencer e disse que a gerente geral do SmackDown, Paige, aprovou uma luta de duplas mistas entre Bryan e Brie contra Miz e Maryse para o Hell in a Cell (a qual foi vencida por Miz e Maryse). Em 21 de agosto, uma revanche entre Bryan e The Miz foi também marcada para o Super show-Down, onde o vencedor iria receber uma oportunidade pelo Campeonato da WWE.
Também em 21 de agosto, The Shield (Dean Ambrose, Roman Reigns e Seth Rollins) foram programados para uma luta de trios no evento. The Shield iria se reunir para prevenir Braun Strowman de descontar seu contrato do Money in the Bank pelo Campeonato Universal da WWE em Reigns no episódio de 20 de agosto do Raw depois de Reigns reter seu título contra Finn Bálor. Isto levou a um combate no episódio do Raw em 27 de agosto, no qual Reigns e Strowman fizeram equipe para enfrentar Dolph Ziggler e Drew McIntyre. Durante a luta, Strowman se virou contra Reigns e ajudou Ziggler e McIntyre a atacá-lo, se tornando um vilão pela segunda vez na sua carreira. Depois do ataque em Reigns, o trio iria atacar também Ambrose e Rollins quando eles tentaram ajudar Reigns. Uma luta de trios entre The Shield e Strowman, Ziggler e McIntyre foi marcada para o Super Show-Down.
No SummerSlam, durante a luta pelo Campeonato da WWE entre Samoa Joe e AJ Styles, Joe provocou Styles após desrespeitar sua esposa e filha, que estavam presentes. Um irado Styles atacou Joe com uma cadeira de aço, resultando em Joe vencendo por desqualificação, mas Styles retendo o título. Em 24 de agosto, uma revanche entre os dois pelo título foi marcada para o Hell in a Cell. No pay-per view, Styles reverteu o Coquina Clutch de Joe em um pin para reter seu título, depois de uma desistência de Styles durante o Coquina Clutch que o árbitro não viu. Após a luta, Joe atacou Styles. Um irado Joe exigiu uma revanche com Styles. Paige concordou e agendou um terceiro combate entre os dois pelo título no Super Show-Down, sendo ele "sem desqualificações, sem contagens e sem desculpas".
Em 7 de agosto no episódio do SmackDown, os membros do The New Day, Big E e Kofi Kingston, derrotaram Cesaro e Sheamus para se tornarem os desafiantes número um ao Campeonato de Duplas do SmackDown contra The Bludgeon Brothers (Harper and Rowan) no SummerSlam, onde The New Day foram vitoriosos por desclassificação, mas não ganhando o título. The New Day iriam conquistar o título no episódio seguinte do SmackDown Live e reter o mesmo no Hell in a Cell. Em 4 de setembro, uma luta entre The New Day e Cesaro e Sheamus pelo título foi marcada para o Super Show-Down.
No SummerSlam, Charlotte Flair derrotou Becky Lynch e Carmella em uma luta triple threat para conquistar o Campeonato Feminino do SmackDown. Após o combate, Lynch atacou Flair, se tornando vilã pela primeira vez em sua carreira na WWE. Ao longo das semanas seguintes, as duas se atacaram uma a outra. No Hell in a Cell, Lynch derrotou Flair para conquistar o título. Uma revanche entre as duas pelo título foi marcada para o Super Show-Down.

## Resultados
| Nº                                          | Resultados | Estipulações                                                                | Tempo |
| ------------------------------------------- | --- | --------------------------------------------------------------------------- | ----- |
| 1                                           | The New Day (Kofi Kingston e Xavier Woods) (c) (com Big E) derrotou Cesaro e Sheamus                                                      | Luta de duplas pelo Campeonato de Duplas do SmackDown                       | 9:38  |
| 2                                           | Charlotte Flair derrotou Becky Lynch (c) por desqualificação                                                                              | Luta individual pelo Campeonato Feminino do SmackDown                       | 10:50 |
| 3                                           | Bobby Lashley e John Cena derrotaram Elias e Kevin Owens                                                                                  | Luta de duplas                                                              | 10:05 |
| 4                                           | The IIconics (Billie Kay e Peyton Royce) derrotou Asuka e Naomi                                                                           | Luta de duplas                                                              | 5:45  |
| 5                                           | AJ Styles (c) derrotou Samoa Joe por submissão                                                                                            | Luta sem contagens, sem desqualificações pelo Campeonato da WWE             | 23:45 |
| 6                                           | The Bella Twins (Nikki Bella e Brie Bella) e Ronda Rousey derrotaram The Riott Squad (Ruby Riott, Liv Morgan e Sarah Logan) por submissão | Luta de trios                                                               | 10:05 |
| 7                                           | Buddy Murphy derrotou Cedric Alexander (c)                                                                                                | Luta individual pelo Campeonato dos Pesos-Médios da WWE                     | 10:35 |
| 8                                           | The Shield (Dean Ambrose, Roman Reigns e Seth Rollins) derrotou Braun Strowman, Dolph Ziggler e Drew McIntyre                             | Luta de trios                                                               | 19:40 |
| 9                                           | Daniel Bryan derrotou The Miz | Luta individual para determinar o desafiante número um ao Campeonato da WWE | 2:25  |
| 10                                          | Triple H (com Shawn Michaels) derrotou The Undertaker (com Kane)                                                                          | Luta sem desqualificações                                                   | 27:35 |
| (c) – Refere-se aos campeões antes da luta. | |                                                                             |       |